# Gábor Novák
Gábor Novák   (Budapest, 14 d'agost de 1934 - 6 d'agost de 2021) fou un piragüista hongarès que va competir durant les dècades de 1950 i 1960.
El 1952 va prendre part en els Jocs Olímpics d'Estiu de Hèlsinki, on guanyà la medalla de plata en la competició del C-1 10.000 metres del programa de piragüisme.
En el seu palmarès també destaca una medalla d'or al Campionat d'Europa en aigües tranquil·les de 1957 i tres campionats nacionals. Es va retirar el 1963. Posteriorment va exercir d'entrenador al seu club, formant, entre d'altres a István Vaskuti.